# Айоц-Дзор
Айо́ц-Дзо́р (арм. Հայոց Ձոր) или Ервандуни́к (арм. Երվանդունիք) — гавар провинции Васпуракан Великой Армении.

## География
Айоц-Дзор находится в долине одноимённой реки (сейчас называется Хошаб).
Гавар находится на юго-западе провинции Васпуракан, близ восточного побережья Ванского озера. Со всех сторон Айоц-Дзор граничит с рядом васпураканских гаваров, среди которых на западе − гавары Гуканк и Арташесян, на северо-западе − Тосп, на северо-востоке − Арчишкаовит и Кугановит, на востоке − Трпатуник, на юге − Андзевацик.

## История
Название Ервандуни́к гавар получил в связи с активной политической деятельностью в VI-IV вв. до н. э. в этой и близлежащих областях династии Ервандуни. В Айоц-Дзоре находится крепость Айкаберд (hy), название которой связывается с Айком Наапетом. На этой территории, по легенде, состоялось сражение войск Айка и Бэла. На месте сражения Айк построил дастакерт и назвал её Айк (Айкаберд). Впоследствии это название унаследовал и весь гавар. В средневековье Айоц-Дзор был частью Васпураканского княжества.

## Источник
- Т. Х. Акобян (1981). Историческая география Армении. Ереван, издательство «Митк»  (арм.)